# 4511 Rembrandt
4511 Rembrandt (1935 SP1) là một tiểu hành tinh vành đai chính được phát hiện ngày 28 tháng 9 năm 1935 bởi Hendrik van Gent ở Johannesburg.